# Gary Payton II
Para su padre, también jugador de baloncesto de la NBA, véase Gary Payton.
Gary Dwayne Payton II (Seattle, Washington, 1 de diciembre de 1992) es un baloncestista estadounidense que pertenece a la plantilla de los Golden State Warriors de la NBA. Con 1,88 metros de estatura, juega en la posición de escolta. Es hijo del exjugador Gary Payton.

## Trayectoria deportiva

### Universidad
Jugó dos temporadas en el Salt Lake Community College en Salt Lake City, Utah, donde promedió en su temporada sophomore 14,1 puntos, 7,9 rebotes y 3,8 asistencias por partido. De ahí fue transferido a los Beavers de la Universidad Estatal de Oregón, donde jugó dos temporadas más, en las que promedió 14,7 puntos, 7,7 rebotes y 4,1 asistencias por partido, siendo elegido en ambas temporadas mejor jugador defensivo de la Pac-12 Conference e incluido en el mejor quinteto, tanto absoluto como defensivo.

#### Estadísticas
| Año     | Equipo       | PJ | PT | MPP  | %TC  | %3P  | %TL  | RPP | APP | ROB | TPP | PPP  |
| ------- | ------------ | -- | -- | ---- | ---- | ---- | ---- | --- | --- | --- | --- | ---- |
| 2014–15 | Oregon State | 31 | 30 | 36.3 | .485 | .293 | .663 | 7.5 | 3.2 | 3.1 | 1.2 | 13.4 |
| 2015–16 | Oregon State | 32 | 32 | 34.3 | .486 | .314 | .642 | 7.8 | 5.0 | 2.5 | .5  | 16.0 |
| Total   | Total        | 63 | 62 | 35.3 | .485 | .302 | .652 | 7.7 | 4.1 | 2.8 | .8  | 14.7 |

### Profesional
2016-17
Tras no ser elegido en el Draft de la NBA de 2016, disputó las ligas de verano de la NBA con los Houston Rockets, promediando 4,0 puntos y 4,5 rebotes en los dos únicos partidos que jugó. El 23 de septiembre firmó contrato por tres temporadas, pero fue despedido tras aparecer en seis partidos de pretemporada.
El 2 de abril de 2017 firmó contrato con los Milwaukee Bucks de la NBA. Debutó esa misma noche, consiguiendo 5 puntos en nueve minutos ante Dallas Mavericks. Esa temporada, disputó 6 encuentros, luego fue despedido el 14 de octubre, antes del comienzo de la temporada 2017-18.
2017-18
Pero el 17 de octubre, consiguió un contrato dual con los Bucks y su filial de la NBA G League, los Wisconsin Herd. Debutó esa temporada con Milwaukee el 22 de noviembre ante Phoenix Suns. Fue cortado el 13 de diciembre, tras 12 encuentros con el primer equipo.
El 15 de enero de 2018, firma un contrato dual con Los Angeles Lakers. El 11 de abril, alcanza su máximo anotador, con 25 puntos (además de 12 rebotes) ante Los Angeles Clippers saliendo desde el banquillo. Disputa 11 partidos con los Lakers hasta el final de temporada.
2018-19
El 4 de septiembre de 2018, firma para la pretemporada con los Portland Trail Blazers, pero es cortado el 13 de octubre antes de debutar en partido oficial. El 12 de diciembre es adquirido por los Rio Grande Valley Vipers de la NBA G League.
El 21 de enero de 2019, firma un contrato de 10 días con los Washington Wizards, debutando el 22 de enero ante Detroit Pistons, pero tras 3 encuentros con los Wizards no fue renovado. El 2 de febrero, regresa a los Rio Grande Valley Vipers.
2019-20
El 24 de octubre de 2019, es traspasado a los Canton Charge a cambio de Jaron Blossomgame. Dos días después, el 26 de octubre, es traspasado a los South Bay Lakers a cambio de Sheldon Mac y Robert Heyer. El 4 de noviembre se confirma su ficha en la plantilla de los South Bay.
El 23 de diciembre firma hasta final de temporada con Washington Wizards. El 9 de julio de 2020, dio positivo por COVID-19, habiendo disputado 29 encuentros esa temporada.
2020-21
El 11 de enero de 2021, fue elegido por los Raptors 905 en el puesto n.º 15 del draft de la NBA G League. Al término de la temporada fue elegido Mejor Defensor de la G League. El 8 de abril de 2021, firma un contrato de 10 días con Golden State Warriors de la NBA. Firma un segundo contrato de 10 días el 19 de abril, y el 16 de mayo firma hasta final de temporada y una más, periodo en el que acabó disputando 10 encuentros.
2021-22
El 15 de octubre, antes del comiendo de la temporada fue cortado por los Warriors, por lo que tras haber sido cortado por cuarta vez en seis años y habiendo acumulado únicamente 71 partidos en cinco cursos de trayectoria NBA, con constantes movimientos a la G-League, estuvo dispuesto a abandonar. Incluso llegó a pedirle al técnico asistente Jama Mahlalela, que intercediese por él para una vacante en el departamento de coordinación de vídeo. Pero el 19 de octubre de 2021, recibe una oferta y firma por una temporada con los Warriors.
En esta segunda temporada con el equipo, participó en 71 encuentros (16 de ellos como titular), el mismo número de partidos disputados que la suma de sus cinco anteriores temporadas. El 23 de diciembre anota 22 puntos ante Memphis Grizzlies. Ya en postemporada, el 3 de mayo de 2022, en el segundo encuentro de semifinales de conferencia ante los Grizzlies, sufre una caída tras una falta de Dillon Brooks, fracturándose el codo. El 31 de mayo le fue otorgado el premio anual NBA Community Assist Award. El 16 de junio se proclama campeón de la NBA por primera vez en su carrera, tras vencer a los Celtics en la Final (4-2).
2022-23
El 1 de julio de 2022 firma un contrato por 3 años y $28 millones con Portland Trail Blazers.
El 9 de febrero de 2023 es traspasado a Golden State Warriors, en un intercambio entre cuatro equipos.

## Estadísticas de su carrera en la NBA
|  | Denota temporada en la que ganó un campeonato de la NBA |

### Temporada regular
| Año     | Equipo       | PJ  | PT | MPP  | %TC  | %3P  | %TL   | RPP | APP | ROB | TPP | PPP |
| ------- | ------------ | --- | -- | ---- | ---- | ---- | ----- | --- | --- | --- | --- | --- |
| 2016-17 | Milwaukee    | 6   | 0  | 16.5 | .364 | .111 | .600  | 2.0 | 2.2 | .5  | .7  | 3.3 |
| 2017-18 | Milwaukee    | 12  | 6  | 8.8  | .394 | .167 | .667  | 1.4 | .8  | .3  | .1  | 2.5 |
| 2017-18 | L.A. Lakers  | 11  | 0  | 10.5 | .415 | .308 | .167  | 2.5 | 1.1 | .4  | .2  | 3.5 |
| 2018-19 | Washington   | 3   | 0  | 5.3  | .625 | .500 | .000  | .7  | 1.3 | 1.0 | .3  | 3.7 |
| 2019-20 | Washington   | 29  | 17 | 14.9 | .414 | .283 | .500  | 2.8 | 1.7 | 1.1 | .2  | 3.  |
| 2020-21 | Golden State | 10  | 0  | 4.0  | .769 | .500 | .750  | 1.1 | .1  | .6  | .1  | 2.5 |
| 2021-22 | Golden State | 71  | 16 | 17.6 | .616 | .358 | .603  | 3.5 | .9  | 1.4 | .3  | 7.1 |
| 2022-23 | Portland     | 15  | 1  | 17.0 | .585 | .529 | 1.000 | 2.6 | 1.5 | 1.1 | .1  | 4.1 |
| 2022-23 | Golden State | 7   | 0  | 16.0 | .607 | .444 | .667  | 4.3 | 1.1 | .9  | .6  | 5.7 |
| 2023-24 | Golden State | 44  | 0  | 15.5 | .563 | .364 | .609  | 2.6 | 1.1 | .9  | .4  | 5.5 |
| 2024-25 | Golden State | 62  | 11 | 15.0 | .574 | .326 | .711  | 3.0 | 1.3 | .8  | .3  | 6.5 |
| Total   | Total        | 270 | 51 | 14.9 | .557 | .340 | .625  | 2.8 | 1.2 | 1.0 | .3  | 5.5 |

### Playoffs
| Año   | Equipo       | PJ | PT | MPP  | %TC  | %3P  | %TL  | RPP | APP | ROB | TPP | PPP |
| ----- | ------------ | -- | -- | ---- | ---- | ---- | ---- | --- | --- | --- | --- | --- |
| 2022  | Golden State | 12 | 2  | 16.9 | .659 | .533 | .667 | 3.1 | 1.3 | 1.2 | .6  | 6.5 |
| 2023  | Golden State | 12 | 3  | 16.0 | .667 | .267 | .667 | 3.7 | .8  | .7  | .5  | 6.8 |
| 2025  | Golden State | 11 | 1  | 16.4 | .447 | .391 | -    | 2.2 | 1.5 | .9  | .0  | 4.6 |
| Total | Total        | 35 | 6  | 16.4 | .593 | .396 | .667 | 3.0 | 1.2 | .9  | .4  | 6.0 |

## Vida personal
Es hijo de Monique y Gary Payton, quien fuera jugador profesional de la NBA. Tiene dos hermanos: Julian y Raquel.
En 2001, con 8 años, le fue diagnosticado dislexia, trastorno que dificulta el aprendizaje de la lectoescritura y que estuvo en tratamiento en un centro especial de Los Ángeles desde 2003.
En mayo de 2022, le concedieron el Bob Lanier Community Assist Award, galardón que valora el impacto social de los deportistas en el entorno que les rodea, y que le fue otorgado por el trabajo desarrollado a través de su fundación en San Francisco (California). Una plataforma sin ánimo de lucro y centrada en la gestión familiar y educativa de la dislexia.
En junio de 2022, él y su padre Gary, se convirtieron en la quinta pareja de padre e hijo en ser campeones de la NBA, les precedieron los Guokas (Matt Sr. y Matt Jr.), los Barry (Rick y Brent), los Walton (Bill y Luke) y los Thompson (Mychal y Klay).